# Augusto Persico
Antonio Augusto Persico (Roma, 29 dicembre 1895 – Roma, 31 marzo 1967) è stato un maratoneta italiano.

## Biografia
Partecipò ai Giochi olimpici di Anversa 1920, nella maratona, non riuscendo ad arrivare al traguardo.

## Palmarès
| Anno | Manifestazione  | Sede    | Evento   | Risultato | Prestazione | Note |
| ---- | --------------- | ------- | -------- | --------- | ----------- | ---- |
| 1920 | Giochi olimpici | Anversa | Maratona | dnf       | dnf         |      |